# USS Harveson (DE-316)
USS Harveson (DE-316/DER-316) là một tàu hộ tống khu trục lớp Edsall từng phục vụ cùng Hải quân Hoa Kỳ trong Chiến tranh Thế giới thứ hai. Nó là chiếc tàu chiến duy nhất của Hải quân Hoa Kỳ được đặt cái tên này, theo tên Trung úy Hải quân Harold Aloysius Harveson (1913-1941), người từng phục vụ trên chiếc tàu mục tiêu Utah (AG-16) và đã tử trận khi Utah bị đánh chìm trong cuộc Tấn công Trân Châu Cảng ngày 7 tháng 12, 1941. Nó đã phục vụ cho đến khi chiến tranh kết thúc, xuất biên chế năm 1947, rồi được xếp lại lớp như một tàu hộ tống khu trục cột mốc radar DER-316 vào năm 1950 và tiếp tục phục vụ từ năm 1951 đến năm 1960. Con tàu cuối cùng bị đánh chìm như mục tiêu ngoài khơi California vào năm 1967.

## Thiết kế và chế tạo
Lớp Edsall có thiết kế hầu như tương tự với lớp Cannon dẫn trước; khác biệt chủ yếu là ở hệ thống động lực Kiểu FMR do được trang bị động cơ diesel Fairbanks-Morse dẫn động qua hộp số giảm tốc đến trục chân vịt. Đây là cấu hình động cơ được áp dụng rộng rãi trên tàu ngầm, được chứng tỏ là có độ tin cậy cao hơn so với lớp Cannon.
Vũ khí trang bị bao gồm ba pháo 3 in (76 mm)/50 cal trên tháp pháo nòng đơn có thể đối hạm hoặc phòng không, một khẩu đội pháo phòng không Bofors 40 mm nòng đôi và tám pháo phòng không Oerlikon 20 mm. Vũ khí chống ngầm bao gồm một dàn súng cối chống tàu ngầm Hedgehog Mk. 10 (có 24 nòng và mang theo 144 quả đạn); hai đường ray Mk. 9 và tám máy phóng K3 Mk. 6 để thả mìn sâu. Con tàu vẫn giữ lại ba ống phóng ngư lôi Mark 15 21 inch (533 mm), và được trang bị radar SC dò tìm không trung và mặt biển. Thủy thủ đoàn đầy đủ bao gồm 186 sĩ quan và thủy thủ.
Harveson được đặt lườn tại xưởng tàu của hãng Consolidated Steel Corporation ở Orange, Texas vào ngày 9 tháng 3, 1943. Nó được hạ thủy vào ngày 22 tháng 5, 1943, được đỡ đầu bởi bà T. L. Herlong, mẹ Trung úy Harveson, và nhập biên chế cùng Hải quân Hoa Kỳ vào ngày 12 tháng 10, 1943 dưới quyền chỉ huy của Hạm trưởng, Thiếu tá Tuần duyên Perry Lamar Stinson.

## Lịch sử hoạt động

### 1943 - 1946
Với thành phần thủy thủ đoàn là nhân sự thuộc Tuần duyên Hoa Kỳ, Harveson hoàn tất việc chạy thử máy huấn luyện tại vùng biển Bermuda. Tại vùng biển này con tàu bị hư hại nặng vào ngày 25 tháng 11, 1943 do bị chiếc tàu đánh cá O. K. Service của Canada đâm trúng. Đến ngày 15 tháng 12, nó lại chịu hư hại do tai nạn va chạm với chiếc tàu buôn SS William T. Barry vào một đêm sương mù dày đặc ngoài khơi Virginia Capes. Việc sửa chữa hoàn tất tại Portsmouth, Virginia, vào tháng 2, 1944, khi con tàu gia nhập Đội hộ tống 22. Khởi hành từ New York vào ngày 1 tháng 3, nó hộ tống một đoàn tàu vận tải vượt Đại Tây Dương, đi ngang qua Halifax, Nova Scotia để đến Derry, Bắc Ireland.
Trong hơn một năm tiếp theo, Harveson tiếp tục thực hiện chín chuyến hộ tống vận tải vượt Đại Tây Dương sang các cảng Châu Âu. Sau khi chiến tranh kết thúc tại Châu Âu, nó cùng Đội hộ tống 22 chuẩn bị để được điều động sang khu vực Mặt trận Thái Bình Dương. Đi ngang qua kênh đào Panama và San Diego, California, nó đi đến Trân Châu Cảng vào ngày 11 tháng 7. Nó vẫn đang thực hành huấn luyện tại khu vực Hawaii khi Nhật Bản chấp nhận đầu hàng vào ngày 15 tháng 8, giúp chấm dứt vĩnh viễn cuộc xung đột.
Tham gia vào hoạt động chiếm đóng, Harveson rời Trân Châu Cảng vào ngày 3 tháng 9 để hộ tống một đoàn tàu đổ bộ LST hướng sang Nhật Bản. Đi đến Sasebo vào ngày 24 tháng 9, trong những tuần lễ tiếp theo nó hoạt động dọc theo bờ biển đảo Honshū, hộ tống cho chiếc tàu chỉ huy đổ bộ Mount McKinley (AGC-7), và hỗ trợ cho việc đổ bộ lực lượng chiếm đóng lên Wakayama, Hiro và Nagoya. Con tàu khởi hành từ Yokohama vào ngày 4 tháng 11 cho hành trình quay trở về Hoa Kỳ.
Đi đến Jacksonville, Florida vào tháng 12, 1945, Harveson tiếp tục hoạt động trong thành phần Hạm đội Đại Tây Dương. Nó được cho xuất biên chế tại Green Cove Springs, Florida vào ngày 9 tháng 5, 1947 và được đưa về Hạm đội Dự bị Đại Tây Dương.

### 1951 - 1960
Được xếp lại lớp với ký hiệu lườn mới DER-316 vào ngày 13 tháng 9, 1950, Harveson được rút khỏi thành phần dự bị vào ngày 1 tháng 11 và được kéo đến Xưởng hải quân Mare Island để được cải biến thành một tàu hộ tống khu trục cột mốc radar. Nó được cho tái biên chế trở lại tại Vallejo, California vào ngày 12 tháng 2, 1951 dưới quyền chỉ huy của Hạm trưởng, Thiếu tá Hải quân Winfield Scott Slocum III.

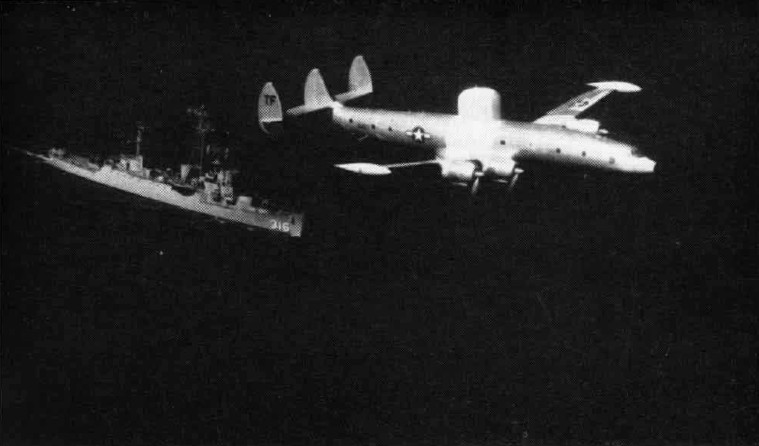
USS Harveson và một máy bay cảnh báo sớm EC-121 Warning Star vào năm 1957.

Sau khi hoàn tất việc chạy thử máy huấn luyện, Harveson gia nhập Hải đội Hộ tống 10 tại Newport, Rhode Island vào ngày 30 tháng 5, và bắt đầu hoạt động như cột mốc radar trong Đường cảnh báo sớm từ xa - (DEW: Distant Early Warning) Line - nhằm cảnh báo sớm khả năng bị máy bay ném bom chiến lược hay tên lửa đạn đạo đối phương tấn công. Nó được bố trí tại hàng rào Đại Tây Dương ngoài khơi Argentia, Newfoundland và dọc theo vùng bờ Đông Hoa Kỳ. Con tàu cũng tham gia các cuộc tập trận chống tàu ngầm và cơ động chiến thuật hạm đội tại vùng biển Caribe.
Vào ngày 15 tháng 7, 1957, Harveson rời Newport để chuyển sang khu vực Thái Bình Dương, đi đến Trân Châu Cảng vào ngày 18 tháng 8 để tiếp tục phục vụ như cột mốc radar trong hệ thống BMEWS tại hàng rào Thái Bình Dương. Sau gần ba năm phục vụ tại khu vực, nó đi đến San Francisco, California để chuẩn bị ngừng hoạt động. Con tàu được cho xuất biên chế lần sau cùng vào ngày 30 tháng 6, 1960, và được đưa về Hạm đội Dự bị Thái Bình Dương, neo đậu tại Stockton, California. Tên nó được cho rút khỏi danh sách Đăng bạ Hải quân vào ngày 1 tháng 12, 1966, và cuối cùng con tàu bị đánh chìm như một mục tiêu ngoài khơi California vào ngày 10 tháng 10, 1967.

## Phần thưởng
Nguồn: Navsource Naval History
|  |  |  |
|  |  |  |

| Huân chương Chiến dịch Hoa Kỳ        | Huân chương Chiến dịch Châu Á-Thái Bình Dương | Huân chương Chiến dịch Châu Âu-Châu Phi-Trung Đông |
| Huân chương Chiến thắng Thế Chiến II | Huân chương Phục vụ Chiếm đóng Hải quân       | Huân chương Phục vụ Phòng vệ Quốc gia              |